# Schweizer Meisterschaften im Skilanglauf 1982
Die Schweizer Meisterschaften im Skilanglauf 1982 fanden vom 24. Januar 1982 bis zum 3. Februar 1982 in Campra und in Splügen statt. Ausgetragen wurden bei den Männern die Distanzen 15 km, 30 km und 50 km die die 4 × 10 km Staffel. Bei den Frauen fanden die Distanzen 5 km, 10 km und 20 km, sowie die 4 × 5 km Staffel statt. Bei den Männern gewann über 15 km der Splügener Franz Renggli, über 30 km der Linthaler Alfred Schindler und über 50 km der Obergomser Konrad Hallenbarter, sowie die Staffel des Alpina St. Moritz. Bei den Frauen war Evi Kratzer am erfolgreichsten mit drei Einzeltiteln und einem zweiten Platz in der Staffel.

## Männer

### 50 km
| Platz | Name                | Verein                  | Zeit (std) |
| ----- | ------------------- | ----------------------- | ---------- |
| 01    | Konrad Hallenbarter | SC Obergoms             | 2:16:23    |
| 02    | Franz Renggli       | Grenzwachtkorps Splügen | 2:18:11    |
| 03    | Joos Ambühl         | SC Davos                | 2:19:30    |
| 04    | Paul Grünenfelder   | Mels                    | 2:20:28    |
| 05    | André Rey           | Les Cetnets             | 2:23:09    |
| 06    | Heinz Gähler        | Grenzwachtkorps Splügen | 2:23:45    |
| 07    | Francis Jacot       | La Sagne                | 2:23:52    |
| 08    | Roland Mercier      | Le Locle                | 2:24:13    |
| 09    | Silvain Cuenat      | La Chaux-de-Fonds       | 2:24:35    |
| 10    | Edgar Steinauer     | SC Einsiedeln           | 2:26:13    |

Datum: Sonntag, 24. Januar 1982 in Campra

Das erste Rennen der Meisterschaft mit 56 Läufern gewann der Vorjahreszweite Obergomser Konrad Hallenbarter mit 1 Minuten und 48 Sekunden Vorsprung auf den Splügener Vorjahressieger Franz Renggli und den Davoser Joos Ambühl.

### 15 km
| Platz | Name                | Verein                  | Zeit (min) |
| ----- | ------------------- | ----------------------- | ---------- |
| 01    | Franz Renggli       | Grenzwachtkorps Splügen | 44:28,1    |
| 02    | Konrad Hallenbarter | SC Obergoms             | 44:36,8    |
| 03    | Andy Grünenfelder   | Alpina St. Moritz       | 45:08,6    |
| 04    | Fritz Pfeuti        | Sangernboden            | 45:11,5    |
| 05    | Joos Ambühl         | SC Davos                | 45:35,6    |
| 06    | Giachem Guidon      | Alpina St. Moritz       | 45:53,6    |
| 07    | André Rey           | Les Cernets             | 46:34,2    |
| 08    | Markus Fähndrich    | Horw                    | 46:35,0    |
| 09    | Francis Jacot       | La Sagne                | 47:01,0    |
| 10    | Walter Thierstein   | Frutigen                | 47:25,6    |

Datum: Freitag, 29. Januar 1982 in San-Bernardino

Der Splügener Grenzwächter Franz Renggli gewann vor dem Vorjahressieger Konrad Hallenbarter mit acht Sekunden Vorsprung und gewann nach 1976 seinen zweiten Meistertitel auf dieser Distanz. Konrad Hallenbarter verpasste damit seinen dritten Sieg in Folge auf dieser Distanz.

### 30 km
| Platz | Name                | Verein                  | Zeit (std) |
| ----- | ------------------- | ----------------------- | ---------- |
| 01    | Alfred Schindler    | SC Clariden Linthal     | 1:21:46,2  |
| 02    | Andy Grünenfelder   | Alpina St. Moritz       | 1:21,59,6  |
| 03    | Giachem Guidon      | Alpina St. Moritz       | 1:22:13,5  |
| 04    | Joos Ambühl         | SC Davos                | 1:22:29,7  |
| 05    | Fritz Pfeuti        | Sangernboden            | 1:22:43,3  |
| 06    | Konrad Hallenbarter | SC Obergoms             | 1:22:49,0  |
| 07    | Heinz Gähler        | Grenzwachtkorps Splügen | 1:22:54,7  |
| 08    | André Rey           | Les Cernets             | 1:24:12,2  |
| 09    | Bruno Renggli       | SC Marbach              | 1:24:14,9  |
| 10    | Roland Mercier      | Le Locle                | 1:24:17,6  |

Datum: Mittwoch, 3. Februar 1982 in Splügen

Das Rennen über 30 km gewann überraschend der 25-jährige Alfred Schindler aus Linthal und holte damit seinen ersten Meistertitel. Der Vorjahressieger Konrad Hallenbarter wurde Sechster und der Mitfavorit Franz Renggli errang mit dreieinhalb Minuten Rückstand nur den 18. Platz.

### 4 × 10 km Staffel
| Platz | Namen                                                               | Verein                  | Zeit (std) |
| ----- | ------------------------------------------------------------------- | ----------------------- | ---------- |
| 01    | Curdin Kasper Giachem Guidon Albert Giger Andy Grünenfelder         | Alpina St. Moritz       | 2:06:26,3  |
| 02    | Hans-Luzi Kindschi August Broger Gaudenz Ambühl Joos Ambühl         | SC Davos                | 2:06,33,0  |
| 03    | Josef Kiechler Fabrizio Valentini Heinz Gähler Franz Renggli        | Grenzwachtkorps Splügen | 2:07:00,3  |
| 04    | Elmar Chastonay Stefan Mutter Hans-Ueli Kreuzer Konrad Hallenbarter | SC Obergoms             | 2:07:01,8  |
| 05    | Jean-Marc Dreyer Jean-Denis Sauser Roland Mercier Daniel Sandoz     | Le Locle                | 2:09:14,6  |
| 06    | Beat Renggli Karl Lustenberger Fredy Glanzmann Bruno Renggli        | SC Marbach              | 2:09:17,0  |

Datum: Sonntag, 31. Januar 1982 in San-Bernardino

Nach fünf Siegen in Serie konnte der SC Obergoms seinen Titel nicht verteidigen und fiel sogar mit Platz vier aus den Medaillenrängen.

## Frauen

### 20 km
| Platz | Name             | Verein                | Zeit (std) |
| ----- | ---------------- | --------------------- | ---------- |
| 01    | Evi Kratzer      | Alpina St. Moritz     | 1:04:07    |
| 02    | Cornelia Thomas  | SC Bernina Pontresina | 1:06:09    |
| 03    | Monika Germann   | Frutigen              | 1:09:02    |
| 04    | Patricia Gacond  | La Chaux-de-Fonds     | 1:09:18    |
| 05    | Gaby Scheidegger | SC Bernina Pontresina | 1:11:06    |

Datum: Sonntag, 24. Januar 1982 in Campra

Das Rennen über 20 km gewann die 21-jährige Evi Kratzer, die ihren fünften Meistertitel holte und erstmals über 20 km gewann.

### 5 km
| Platz | Name               | Verein                | Zeit (min) |
| ----- | ------------------ | --------------------- | ---------- |
| 01    | Evi Kratzer        | Alpina St. Moritz     | 15:59,7    |
| 02    | Cornelia Thomas    | SC Bernina Pontresina | 16:22,9    |
| 03    | Monika Germann     | Frutigen              | 17:07,6    |
| 04    | Gaby Scheidegger   | SC Bernina Pontresina | 17:20,4    |
| 05    | Annelies Lengacher | Thun                  | 17:23,7    |

Datum: Freitag, 29. Januar 1982 in San-Bernardino

### 10 km
| Platz | Name             | Verein                | Zeit (min) |
| ----- | ---------------- | --------------------- | ---------- |
| 01    | Evi Kratzer      | Alpina St. Moritz     | 29:58,2    |
| 02    | Cornelia Thomas  | SC Bernina Pontresina | 30:16,3    |
| 03    | Monika Germann   | Frutigen              | 31:46,3    |
| 04    | Gaby Scheidegger | SC Bernina Pontresina | 32:52,5    |
| 05    | Patricia Gacond  | La Chaux-de-Fonds     | 32:58,6    |

Datum: Mittwoch, 3. Februar 1982 in Splügen

### 3 × 5 km Staffel
| Platz | Namen                                             | Verein                       | Zeit (min) |
| ----- | ------------------------------------------------- | ---------------------------- | ---------- |
| 01    | Anita Zanolari Gaby Scheidegger Cornelia Thomas   | SC Bernina Pontresina        | 41:44,2    |
| 02    | Barbara Giovanoli Heidi Brunner Evi Kratzer       | Alpina St. Moritz            | 42:02,4    |
| 03    | Barbara Hugi Kathrin Wenger Görel Bieri           | Vereinigte Berner Skiclubs   | 42:48,2    |
| 04    | Martina Schönbächler Arja Repo Margrit Ruhstaller | Einsiedeln                   | 44:04,4    |
| 05    | Judith Sägesser Annelies Lengacher Monika Germann | Berner Oberländer Skiverband | 44:38,9    |

Datum: Sonntag, 31. Januar 1982 in San-Bernardino